# Meridian Lossless Packing
Meridian Lossless Packing (MLP) es una técnica de compresión sin pérdida, desarrollada por Meridian Audio, que elimina la redundancia de las señales de audio PCM. Logra un índice de compresión de aproximadamente 2:1, a la vez que permite recrear perfectamente la señal por medio de un decodificador de MLP.
El DVD-Audio utiliza esta compresión, uno de cara simple puede grabar alrededor de 2 horas de audio de 6 canales y 24-bit/96 kHz de calidad o alrededor de 2 horas en 24-bit/192 kHz estéreo.
Este formato, a diferencia de los que utilizan compresión con pérdida mediante codificación de audio perceptiva (MP3, AC3, AAC, Atrac, DTS, MP2, MPC, Ogg, WMA, TwinVQ, etcétera), no pierde calidad una vez comprimido, pudiendo reconstruirse su onda original de forma exacta (similar a otros formatos lossless como el FLAC, ALAC, DST, LA, LPAC, LTAC, OptimFROG, RealAudio-Lossless, RKAU, SHN, TTA, WavPack, WMA-Lossless, etcétera).
Para facilitar la compatibilidad con reproductores de DVD que no admitan el formato nativo del DVD-Audio en discos DVD-Audio comerciales se suelen incluir también pistas compatibles con reproductores DVD-Video, tales como el Dolby Digital (AC-3) o el Digital Theater System (DTS), siendo este último el de mayor calidad de los dos [cita requerida], pero sin llegar al nivel del formato MLP, ya que ambos están limitados a 16-bit/48 kHz y, a diferencia del MLP, utilizan compresión con pérdida.